# چرخه برایتون
چرخهٔ برایتون (به انگلیسی: Brayton Cycle) یک چرخه ترمودینامیکی است که پایهٔ کار توربین‌های گاز و موتورهای جت است. نام این چرخه، از نام جرج برایتون، مهندس آمریکایی گرفته شده که این چرخه را توسعه داد، هر چند اولین بار توسط مخترع انگلیسی، جان باربر، پیشنهاد شده و به ثبت رسیده بود.

## چرخه

چرخهٔ برایتون آرمانی

چرخهٔ برایتون در حالت آرمانی، از چهار فرایند به شرح زیر تشکیل شده‌است:
- فشرده‌شدن هوا به صورت هم‌انتروپی در کمپرسور.
- احتراق هوا به صورت هم‌فشار در محفظهٔ احتراق.
- انبساط هوا به صورت هم‌انتروپی در توربین.
- انتقال حرارت گازهای خروجی توربین به محیط به صورت هم‌فشار.

چرخهٔ برایتون در حالت واقعی، از چهار فرایند به شرح زیر تشکیل شده‌است:
- فشرده‌شدن هوا به صورت بی‌دررو در کمپرسور.
- احتراق هوا به صورت هم‌فشار در محفظهٔ احتراق.
- انبساط هوا به صورت بی‌دررو در توربین.
- انتقال حرارت گازهای خروجی توربین به محیط به صورت هم‌فشار.